# Prove It All Night
Prove It All Night  è una canzone del cantautore statunitense Bruce Springsteen, pubblicata nel 1978 come primo singolo tratto dal suo album Darkness on the Edge of Town.
Il brano racconta la storia di una giovane coppia che rinnova la promessa d'amore reciproco in un viaggio che tocca varie città. L'intera canzone è pervasa da un senso di ottimismo sulla ricerca dell'amore che un giorno si concretizzerà ma, allo stesso tempo, sembra che il mondo intero si chiuda sui due protagonisti non permettendo al loro amore di crescere. Il singolo raggiunse il numero 33 nella Billboard Hot 100. Sin dalla sua uscita "Prove It All Night" è stato quasi sempre utilizzato da Springsteen e dalla E Street Band per i loro concerti, fino al recente Working on a Dream Tour.